# 麗寶漁人碼頭廣場
麗寶漁人碼頭廣場（Marian Bay Plaza）是一間位於台灣新北市淡水區的小型商場，附屬於麗寶建設旗下的福容大飯店（漁人碼頭），目前商場僅1樓有連鎖咖啡廳進駐，其餘空間皆閒置中。緊鄰淡水漁人碼頭。

## 樓層配置
- 1F 流行市集
- 2F 時尚品客（閒置中）
- 3F 流行藝廊
- 4F 文創園地（閒置中）

## 外部連結
- 淡水酒店福容大飯店淡水漁人碼頭淡水老街飯店（页面存档备份，存于）
- 福容大飯店淡水漁人碼頭分店-新北市觀光旅遊網（页面存档备份，存于）
- 麗寶漁人碼頭廣場的Facebook專頁（繁體中文）
- 福容大飯店 淡水漁人碼頭的Facebook專頁